# Número de Hartmann
El número de Hartmann es la relación entre la fuerza electromagnética y la fuerza viscosa, introducida por primera vez por Julius Hartmann (1881–1951) de Dinamarca. Definido como la relación entre viscosidad y magnetismo inducidas por fuerzas de fricción, desempeña un papel importante en la magneto-hidrodinámica.

## Definición
| Símbolo                    | Nombre                  | Unidad  |
| -------------------------- | ----------------------- | ------- |
| {\displaystyle {\it {Ha}}} | Número de Hartmann      |         |
| {\displaystyle B}          | Inducción magnética     | T       |
| {\displaystyle L}          | Longitud característica | m       |
| {\displaystyle \sigma }    | Conductividad eléctrica | (Ω m)-1 |
| {\displaystyle \mu }       | Viscosidad dinámica     | Pa s    |